# 아인슈타인 텐서
아인슈타인 텐서(영어: Einstein tensor)는 리만 다양체의 곡률을 나타내는 2-텐서장의 하나로, 리치 곡률 텐서에 대각합의 배수를 뺀 것이다. 비안키 항등식에 따라 공변보존된다. 일반 상대성 이론에서는 아인슈타인 방정식에 따라 에너지-운동량 텐서에 비례한다. 기호는 {\displaystyle G_{\mu \nu }}.

## 정의
계량 텐서 {\displaystyle g_{\mu \nu }}와 리치 곡률 텐서 {\displaystyle R_{\mu \nu }}, 스칼라 곡률 {\displaystyle R=g_{\mu \nu }R_{\mu \nu }}를 생각하자.
그렇다면, 아인슈타인 텐서 {\displaystyle G_{\mu \nu }}는 다음과 같다.
{\displaystyle G_{\mu \nu }=R_{\mu \nu }-{\frac {1}{2}}Rg_{\mu \nu }}.

## 성질
{\displaystyle n}차원에서는, 아인슈타인 텐서의 대각합은 다음과 같다..
{\displaystyle G={\frac {2-n}{2}}R}.
즉 4차원일 경우, 아인슈타인 텐서의 대각합은 리치 텐서의 대각합의 역이다. 따라서 아인슈타인 텐서를 간혹 "역대각합(trace-reversed) 리치 텐서"로 부르기도 한다.
아인슈타인 텐서는 비안키 항등식에 의하여 공변보존된다. 즉 다음을 만족한다.
{\displaystyle \nabla _{\mu }G^{\mu \nu }=0}.
이는 일반 상대성 이론에서 중요한 역할을 한다. 아인슈타인 방정식에 따르면, 에너지-운동량 텐서는 시공의 곡률과 비례하여야 한다. 에너지-운동량은 공변보존돼야 하므로 (에너지 보존의 법칙), 곡률을 나타내는 텐서 가운데 자동적으로 공변보존되는 아인슈타인 텐서를 써야 함을 알 수 있다.

## 같이 보기
- 리치 곡률 텐서
- 아인슈타인 방정식